# Herpocladium gracile
Herpocladium es un género de hepáticas perteneciente a la familia Gymnomitriaceae. Su única especie: Herpocladium gracile, es originaria de Estados Unidos.

## Taxonomía
Herpocladium gracile fue descrita por (Mont.) Steph.  y publicado en Species Hepaticarum 3: 647. 1909.
Sinonimia
- Herbertus gracilis (Mont.) Stephani
- Mastigophora gracilis Mont.
- Schisma gracile (Mont.) Mont.
- Sendtnera gracilis (Mont.) Gottsche, Lindenb. & Nees